# 兒童多系統發炎症候群
兒童多系統發炎症候群（英語：multisystem inflammatory syndrome in children，MIS-C），或稱小兒多系統發炎症候群（英語：paediatric inflammatory multisystem syndrome，PIMS，PIMS-Ts）是接触2型新冠病毒后出现的一种罕见的全身性疾病，症狀包括持续发烧和极端炎症；其為2020年定義的新病症。
美国疾病控制与预防中心的病例定义如下：小於21歲、發燒>38.0°C 超過24小時、檢驗證明發炎反應（CRP，ESR，fibrinogen，procalcitonin，d-dimer，ferritin，LDH，IL-6，高嗜中性球併低淋巴球及低白蛋白）、至少兩個器官受損（心，腎，呼吸，血液，胃腸，皮膚，神經）、排除其他可解釋的疾病、SARS-CoV-2感染。
主發在五歲以下兒童，主要症狀為全身性發炎 、發燒和器官衰竭，其他可能症狀包括結膜炎 ，皮疹和腹瀉，病情可能部份或完全符合川崎病的診斷條件。驗室的診斷條件包括纖維蛋白原濃度異常、白蛋白和淋巴細胞計數低 、以及C反應蛋白、D-二聚體和鐵蛋白增高。
2020年在紐約報告了100例，法國125例,同时英国等地也有确诊。因於發生時間點與嚴重特殊傳染性肺炎疫情重合，有人懷疑兩者相關，但未得到證實。雖然患者可能也驗出嚴重急性呼吸系統綜合症冠狀病毒2型，但這不足以證明兩者有關，必須先排除驗出的所有其他微生物。

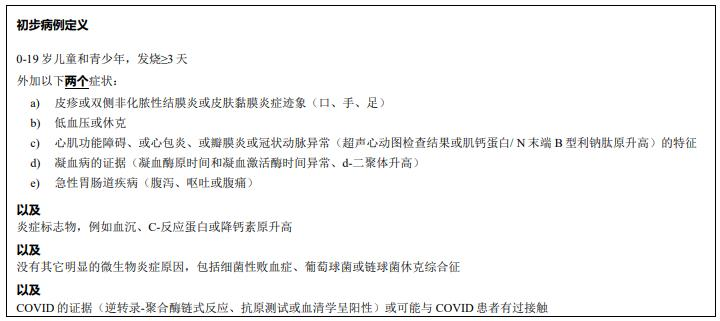
世界卫生组织的儿童和青少年多系统炎症综合征初步病例定义